# Chemnitz-Harthau
Harthau ist ein südlicher Stadtteil von Chemnitz, der an die Stadtteile Altchemnitz, Erfenschlag, Klaffenbach, Einsiedel und Markersdorf grenzt. Er erstreckt sich zwischen dem Harthwald und Pfarrhübel entlang des Unterlaufs der Würschnitz und der B 95 nach Annaberg-Buchholz bis hin zum Harthauer Berg. Im Norden reicht Harthau bis an den Zusammenfluss von Zwönitz und Würschnitz zur Chemnitz.

## Geschichte

Historische Luftaufnahme des Harthauer Ortskerns

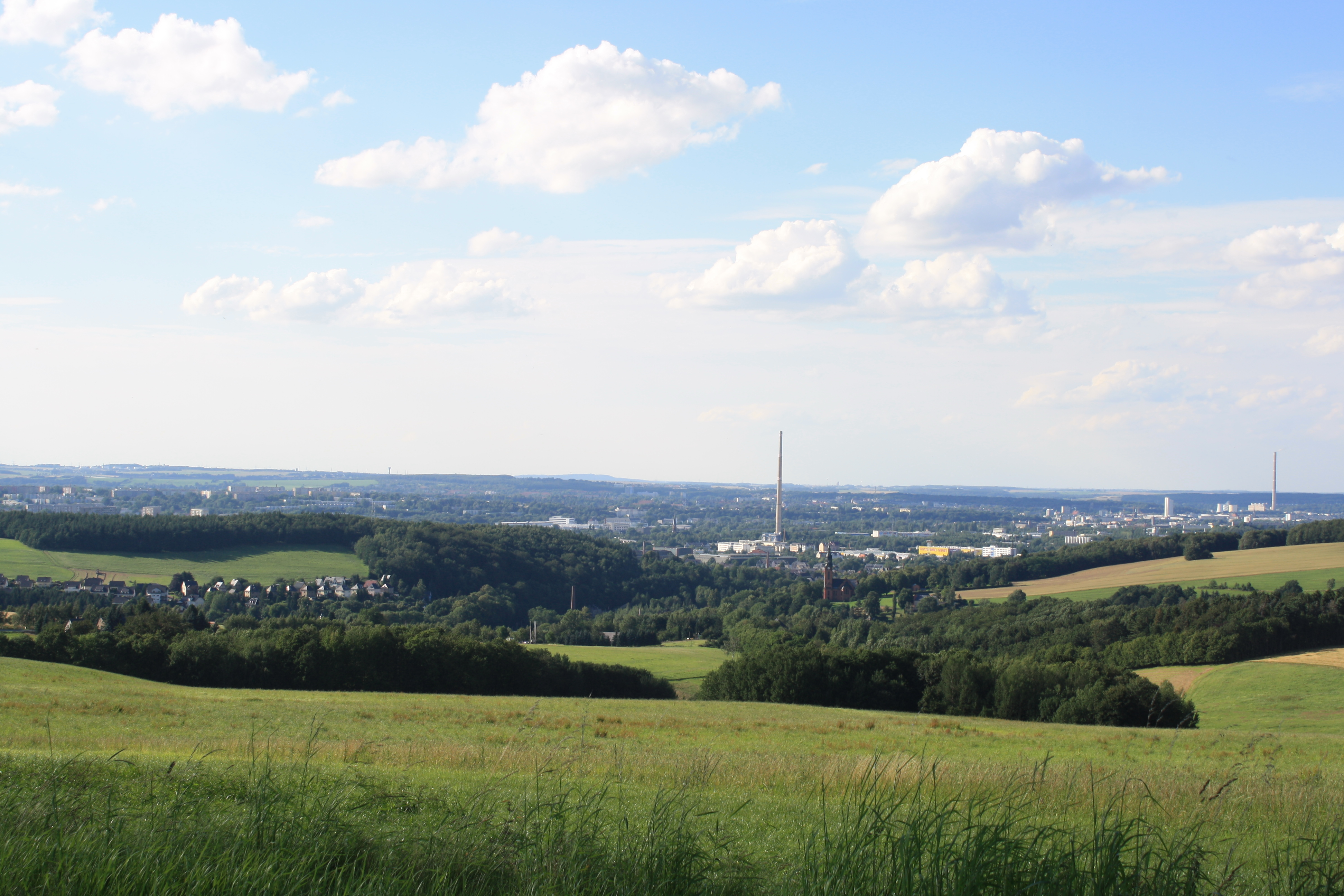
Blick nach Harthau

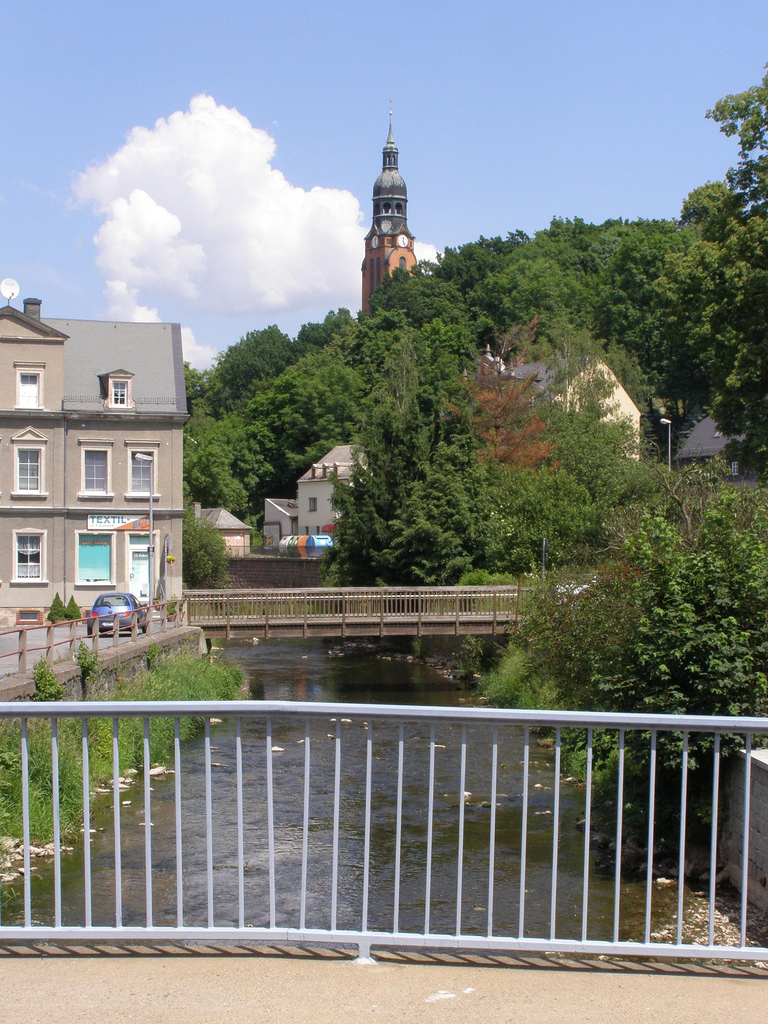
Würschnitz und Harthauer Lutherkirche im Hintergrund

Über den Beginn der Besiedlung liegen keine schriftlichen Quellen vor, sie hat aber bereits vor 1340 begonnen, denn aus diesem Jahr liegt die erste Urkunde vor, ein Lehnsbrief, der den Besitzwechsel des Harthauer Lehngerichtes dokumentiert. Der Name Harthau bedeutet „Ort am Bergwald“, er leitet sich ab von den Bezeichnungen „Harth“ und „Wartha“. Man nimmt an, dass der Ort als kleines Waldhufendorf aus diesen beiden untergegangenen Wüstungen um das 12./13. Jahrhundert entstanden ist. Die Wüstung Harth befand sich vermutlich auf der Anhöhe zwischen der Alten Harth und Einsiedel, die Lage der Wüstung Wartha ist unbestimmt. Diese beiden Wüstungen wurden auf Grund der ungünstigen Bodenverhältnisse und des Wassermangels aufgegeben und in das Tal der Würschnitz verlegt.
Harthau war Besitz des Chemnitzer Benediktinerklosters. In einem Register des Klosters ist die Einwohnerzahl festgehalten, so sind 1486 13 ansässige und 1537 14 ansässige und 9 unansässige Familien registriert. Das Kloster betrieb in Harthau eine Schneidemühle. Im Zuge der Säkularisation des Klosters wurde Harthau 1548 Amtsdorf, seit 1856 gehörte es zum Gerichtsamt, 1875 zur Amtshauptmannschaft, später zum Landkreis und seit 1950 zur Stadt Chemnitz.

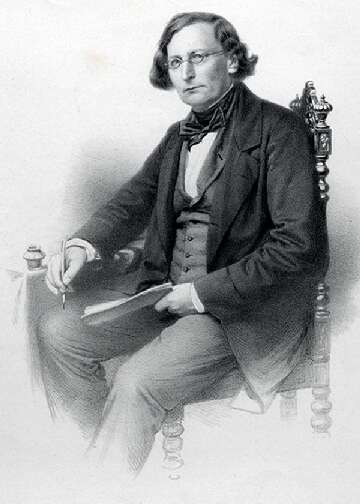
Friedrich Georg Wieck begründete in Harthau die erste sächsische Bobinetmanufaktur

Aus dem Vergleich der Einwohnerzahlen von 1548 mit 17 „besessene Mann“, 2 „Häuslern“ und 27 Einwohnern mit denen von 1765 mit 13 „besessene Mann“, 1 Gärtner und 15 Häuslern ist abzuleiten, dass der Dreißigjährige und der Siebenjährige Krieg ihre Spuren hinterlassen haben. Das mittelalterliche Bannmeilenrecht erlaubte im Umkreis von Chemnitz keine Handwerker. Erst der Grimmaer Vertrag von 1555 erlaubte die Zulassung von Handwerksmeistern auf den Dörfern. In Harthau gab es einen Leineweber, einen Schneider und einen Böttcher.
Bereits um 1422 wurden in Harthau erste Bergbauversuche unternommen. 1708 erfolgten Grabungen nach Kupfer, mit geringem Erfolg. Auch Bohrversuche nach Steinkohle um 1819–1848 blieben ohne nennenswerten Erfolg.
Mit der Errichtung der Spinnmühle durch C. F. Bernhardt im Jahre 1798 wurde Harthau zum Ausgangspunkt der industriellen Revolution in Sachsen. 1803 waren hier 114 Männer, Frauen und Kinder beschäftigt. Die Bernhardsche Spinnerei war weit über Sachsen hinaus bekannt. Selbst J. W. v. Goethe besuchte 1810 die Spinnerei. Ein wichtiger Industriezweig in Harthau war auch die Strumpfwirkerei. 1857 gehörten 157 Meister, 80 Gesellen und 36 Lehrlinge zu dieser Innung. Harthau entwickelte sich immer mehr zu einem Industriestandort. Um 1875 herum gab es im Ort zwei Spinnereien (Sächsische Kammgarnspinnerei und Kammgarnspinnerei Schäfer), eine Kassetten- und Kopierpressenfabrik (Drechsler & Wagner), zwei Eisengießereien (Gebr. Richter und Gebr. Steiner), eine Verbandwattefabrik (Schubert) sowie 10 weitere kleinere Betriebe.
Die Einwohnerzahl stieg kontinuierlich an. So zählte die Gemeinde folgende Einwohner:
| Bevölkerungsentwicklung | Bevölkerungsentwicklung |
| Jahr/Datum              | Einwohner               |
| ----------------------- | ----------------------- |
| 1834                    | 1.106                   |
| 1849                    | 1.300                   |
| 1871                    | 1.629                   |
| 1880                    | 1.764                   |
| 1890                    | 2.688                   |
| 1900                    | 4.503                   |
| 1910                    | 6.484                   |
| 1925                    | 6.842                   |
| 1933                    | 7.139                   |

Das Bevölkerungswachstum ist auch darauf mit zurückzuführen, dass viele Chemnitzer Arbeiter den schön gelegenen Ort Harthau als Wohnsitz wählten. Es entstand am linken Würschnitzufer ein neuer Ortsteil. An der Klaffenbacher Straße errichtete die Kammgarnspinnerei Wohnhäusel' für Betriebsangehörige (ein Teil davon wurde 1938 der Gemeinde Klaffenbach zugegliedert). Weitere Wohnungen entstanden in der Alten Harth und am Richterberg.

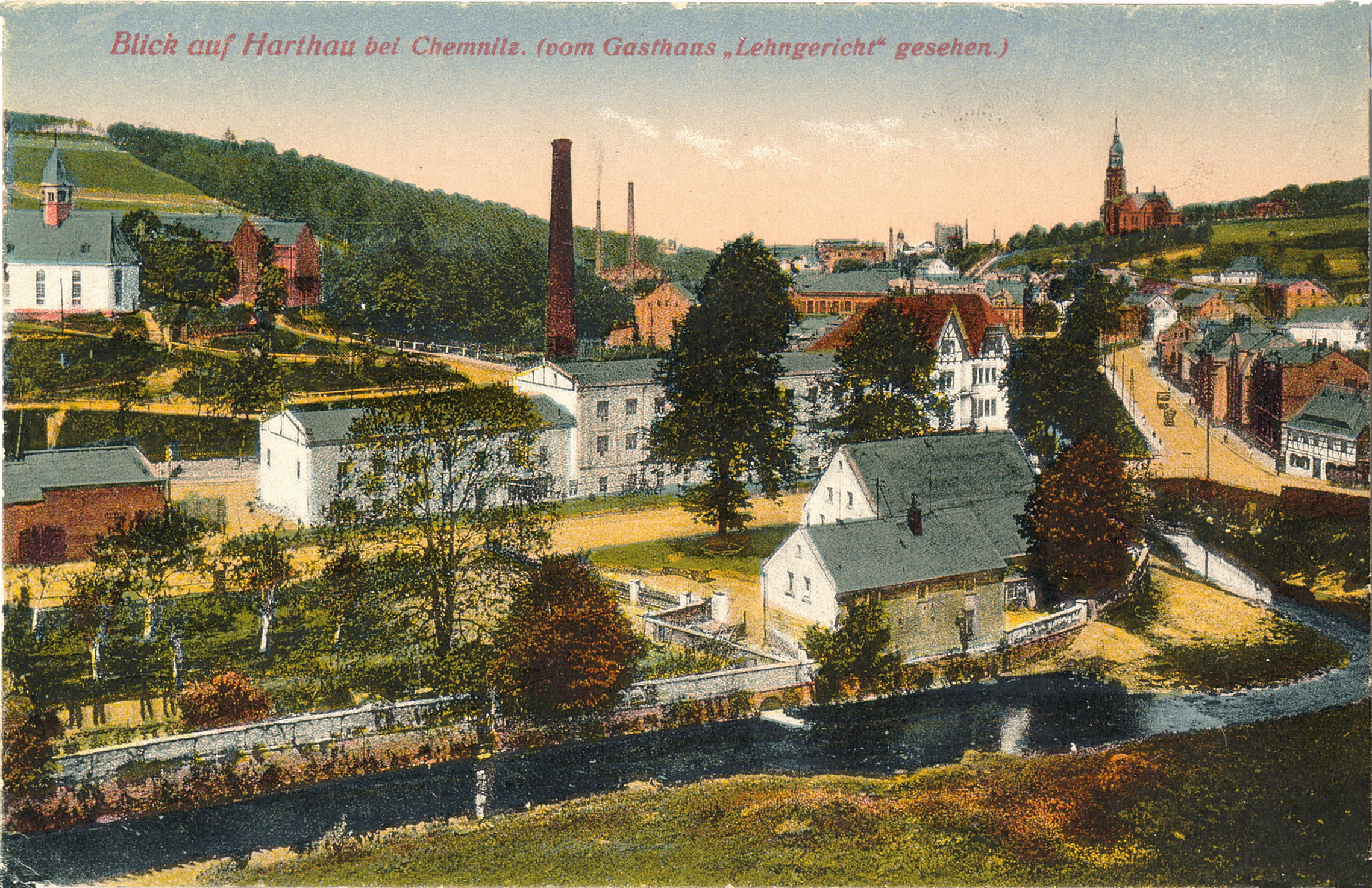
Blick nach Harthau um 1900 vom Gasthof Lehngericht aus

Durch die Vergrößerung der Gemeinde nahmen auch die kommunalpolitischen Aufgaben und Entscheidungen zu. 1838 wurde der Gemeinderat und der Gemeindevorstand geschaffen, die ihre Arbeit im Nebenamt versahen. Bis 1874 übte der jeweilige Lehngerichtsbesitzer die Polizeigewalt aus. Ab 1924 übte der Gemeindevorstand als hauptamtlicher Bürgermeister sein Amt aus. Der Gemeinderat tagte in der Wohnung des jeweiligen Gemeindevorstandes, bis 1890 im bisherigen Schulhaus das Gemeindeamt eingerichtet wurde. 1913 wurde das jetzige Rathaus erbaut.
Von der Wattefabrik Oswald Schubert erhielt Harthau bereits 1889 als erster Ort der Umgebung elektrischen Strom. Am 1. Oktober 1895 erhielt Harthau durch den Bau der Eisenbahnlinie Anschluss an das staatliche Eisenbahnnetz. 1920 erfolgte der Anschluss an das städtische Gasnetz sowie 1938 der Bau einer Wasserleitung.

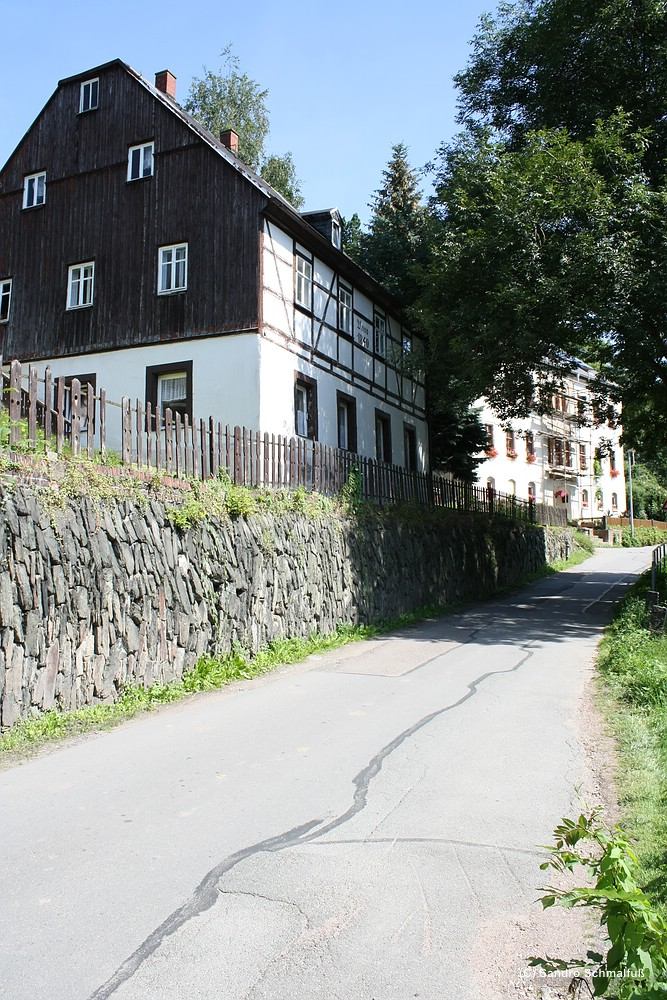
Fachwerkhaus und ehemalige Gemeindeverwaltung

Im Kirchenvisitationsprotokoll von 1539 wird eine Kirche in Harthau erwähnt, die jedoch schon früher existierte. Obwohl diese Kirche mehrmals umgebaut und erweitert wurde, war sie für den ständig größer werdenden Ort nicht mehr ausreichend. So wurde nach umfangreichen Verhandlungen 1906 mit dem Bau der Lutherkirche begonnen, deren feierliche Weihe im August 1908 stattfand. Die alte Kirche diente seit 1925 als Gedächtnisstätte für die 234 Gefallenen des Ersten Weltkrieges. Sie steht unter Denkmalschutz und wird heute für festliche Musikveranstaltungen genutzt. 1904 wurde der neue Friedhof und 1905 die Friedhofskapelle übergeben.
Auch auf das Schulwesen wirkten sich die wirtschaftlichen und sozialen Veränderungen aus. Bis 1846 unterrichtete in Harthau ein Lehrer alle Schüler in einer Klasse. Im 1861 erbauten Kirchschulgebäude befanden sich bereits zwei Schulzimmer und zwei Lehrerwohnungen. Das 1891 errichtete Schulgebäude war nach nur 10 Jahren zu klein, so dass im Juni 1901 die große Schule eingeweiht wurde. Die Turnhalle wurde 1913 errichtet. Das 1855 als Stiftung gegründete Kinderheim Johanneum wurde 1926 nach Harthau verlegt. Das Heim wurde bis 1992 als Spezialkinderheim genutzt. Seit 1999 wird es als Wohnhaus ausgebaut.

Die 1891 errichtete kleine Schule Harthau

Durch die Industrialisierung und die damit verbundene Umgestaltung wurde die Harthauer Bevölkerung frühzeitig politisch aktiv. 1819 wurde der Vaterlandsverein, 1869 die Lassalleaner sowie 1907 der sozialdemokratische Ortsverein gegründet. 1869 bestand bereits ein Gewerkschaftsverein. Die Ortsgruppe der KPD wurde 1919 gegründet. Die Arbeiter nannten Harthau stolz „Klein Moskau“.
Der Zweite Weltkrieg hatte auch seine schmerzlichen Auswirkungen auf Harthau. Am 14. Februar und am 5. März 1945 wurden 39 Gebäude total zerstört, 27 schwer und 39 mittelschwer bzw. leicht beschädigt. Die Gemeinde nahm fast 800 Flüchtlinge auf. Die Gemeindeleitung wurde von der SPD und der CDU übernommen. Seit 1919 gab es vonseiten der Gemeinde mehrere Versuche zur Eingemeindung Harthaus in die Stadt Chemnitz. Jedoch durch Meinungsverschiedenheiten kam es zu keinem Vertrag. Erst am 1. Juli 1950 erfolgte die Eingemeindung in die Stadt. Der Ort verlor dadurch an Eigenständigkeit und Identität.

### Symbolik
Blasonierung: Unter grünem Stufengiebelschildhaupt und auf einem mit goldenen Kugeln bestreuten grünen Dreiberg in Gold ein steigender rotbewehrter und rotgezungter schwarzer Wolf, ein schräg rechts gestelltes schwarzes Benediktinerkreuz haltend.
Die Farben Grün-Gold-Schwarz verweisen auf die Zugehörigkeit Harthaus zum Freistaat Sachsen. Schwarz und Gold, auf die Zugehörigkeit zu Chemnitz, der Dreiberg auf die Lage am Nordrand des Erzgebirges. Das Benediktinerkreuz soll an das Benediktinerkloster erinnern, dem Harthau im 15. und 16. Jahrhundert angehörte. Die Stufengiebelteilung soll einen Bezug zu den Fabrikgebäuden aus dem 18. und 19. Jahrhundert herstellen, die in Harthau bis heute erhalten geblieben sind (siehe → Bernhardsche Spinnerei und → Sehenswertes). Die gestreuten Kugeln auf grünem Grund erinnern an die Bergbautradition. Der Wolf, der für die auf Kurfürst August zurückgehende Jagdtradition in der Region steht, greift zugleich regionale Sagen und Geschichten auf.

## Kirchengeschichte Harthau

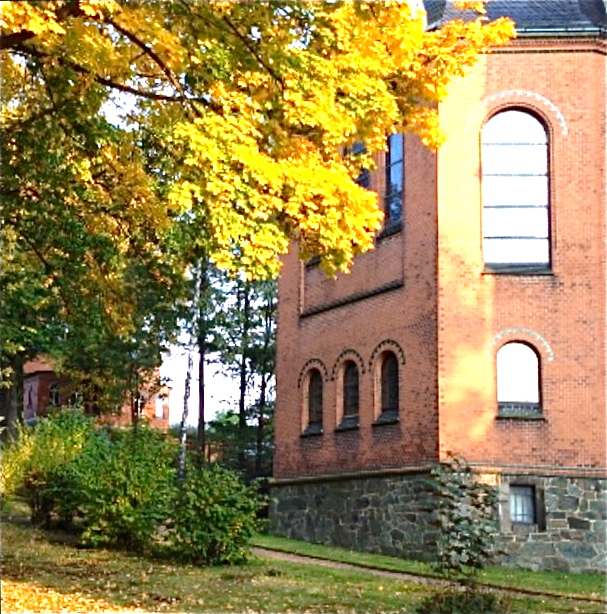
Die Lutherkirche in Harthau, nördlicher Teil des Querhauses mit Sockel aus „Harthauer Grünstein“

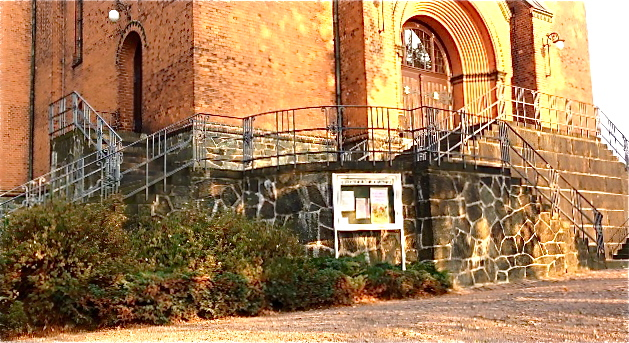
Lutherkirche Harthau, Hauptportal (Westseite) mit Sockel aus „Harthauer Grünstein“

1539 gab es in Harthau bereits eine steinerne Kirche für die Orte Harthau, Berbisdorf und Eibenberg. Der romanische Vorgängerbau wurde 1966–1968 ergraben. 1609 und 1765 wurde sie grundlegend umgebaut und steht heute noch als „Alte Harthauer Kirche“ am Berghang hinter dem Pfarrhaus.
Durch den Bau zweier Spinnereien und weiterer Industriebetriebe im Ort wuchs die Einwohnerzahl Anfang des 20. Jahrhunderts auf 7000 an (heute etwa 2400). Obwohl 1901 Eibenberg und 1905 Berbisdorf eigene Kirchen erhielten, war die alte Kirche den vielen Gläubigen nicht mehr gewachsen. So wurde 1906–1908 die neue und größere Lutherkirche errichtet. Trotz der nur leichten Beschädigungen im Zweiten Weltkrieg musste die Kirche in den 1980er Jahren grundlegend restauriert werden. Dies geschah mit großem Engagement der Harthauer Gemeindemitglieder und Ortsbewohner. Neu eingefügt wurde der Altaraufsatz aus der Kirche des ehemaligen Dorfes Magdeborn. 1988 konnte die Kirche mit einem Festgottesdienst wieder eingeweiht werden.

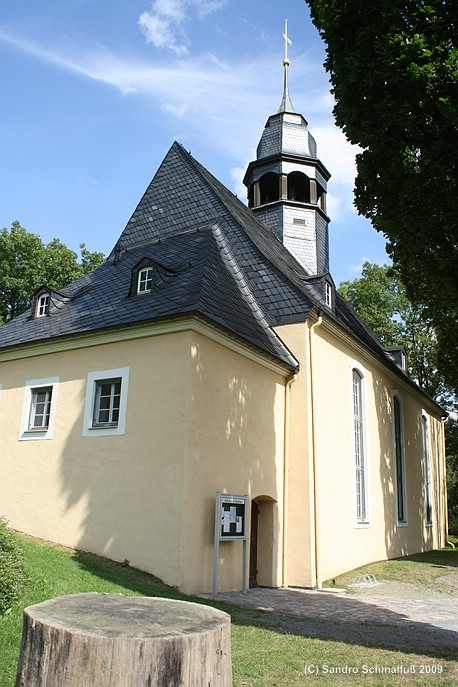
„Alte Kirche“ Harthau
Die Lutherkirche im Ortsbild auf einer historischen Ansicht
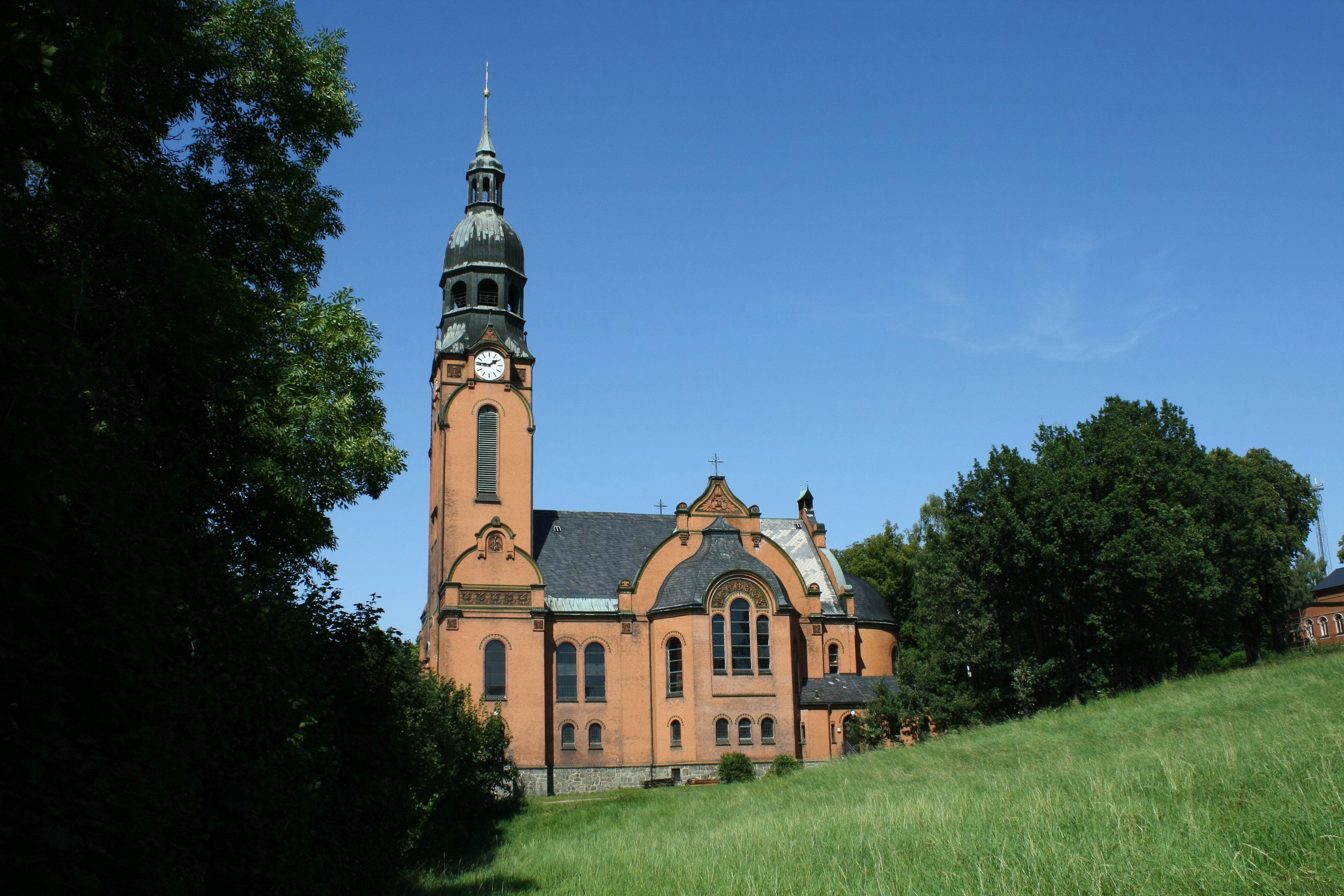
Lutherkirche Harthau
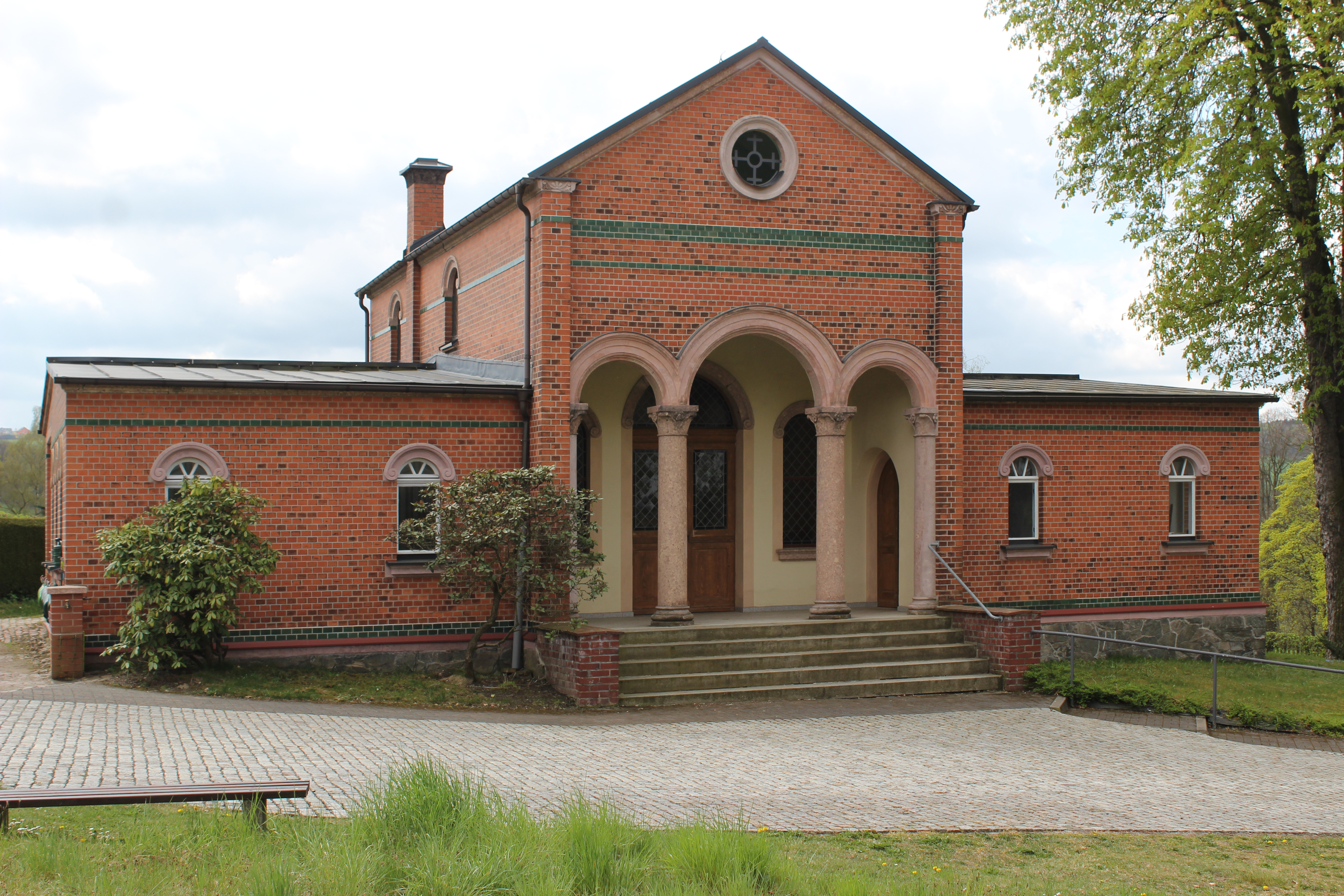
Die Friedhofshalle des Bergfriedhofes Harthau

## Bernhardsche Spinnerei
„Zu Hartha befindet sich in einem romantischen Tale an der Würschnitz die große Spinnmühle der Gebrüder Bernhard …“
1797 erwarb Carl Friedrich Bernhard ein Grundstück in Harthau zum Bau einer Fabrik und errichtete ein Jahr später mit Hilfe von Evan Evans und dem Architekten Johann Traugott Lohse eine der ersten und bedeutendsten Mulespinnereien des europäischen Kontinents, die zusammen mit der Spinnmühle von Wöhler und Lange am Fischweg in Furth die Industrielle Revolution im Chemnitzer Raum und in Sachsen einleitete. Selbst Johann Wolfgang von Goethe besuchte 1810 die als technisches Wunderwerk geltende und äußerst erfolgreiche Spinnerei. Nach den Befreiungskriegen (1813–1815) ging die Spinnerei in Konkurs, später wurde sie unter anderem von Carl Gottlieb Haubold, Friedrich Georg Wieck und Carl Friedrich Solbrig genutzt.
Bis heute erhalten haben sich vom Ensemble der Bernhardschen Spinnerei deren Gründungsgebäude aus dem Jahr 1800, das 1807 fertiggestellte klassizistische Herrenhaus der Familie Bernhard und das 1836 als Arbeiterwohnhaus errichtete ehemalige Fabrikschulgebäude (gesicherte Ruine). Gründungsgebäude und Herrenhaus wurden 2006 nach langjährigem Verfall saniert und werden heute als Altenwohnheim genutzt. Das bis dahin als Ruine erhaltene „Spinnmeisterhaus“ wurde 2008 abgerissen.
Der sich ehemals im Park der Bernhardschen Spinnerei befindliche Gedenkstein für Heinrich Jacob Bernhard, dem 1807 im Herrenhaus verstorbenen Vater der Bernhardbrüder, befindet sich heute auf rekonstruiertem Sockel auf dem Friedhof der „Alten Kirche Harthau“. Der Gedenkstein war bei Bauarbeiten aus der Würschnitz geborgen worden.

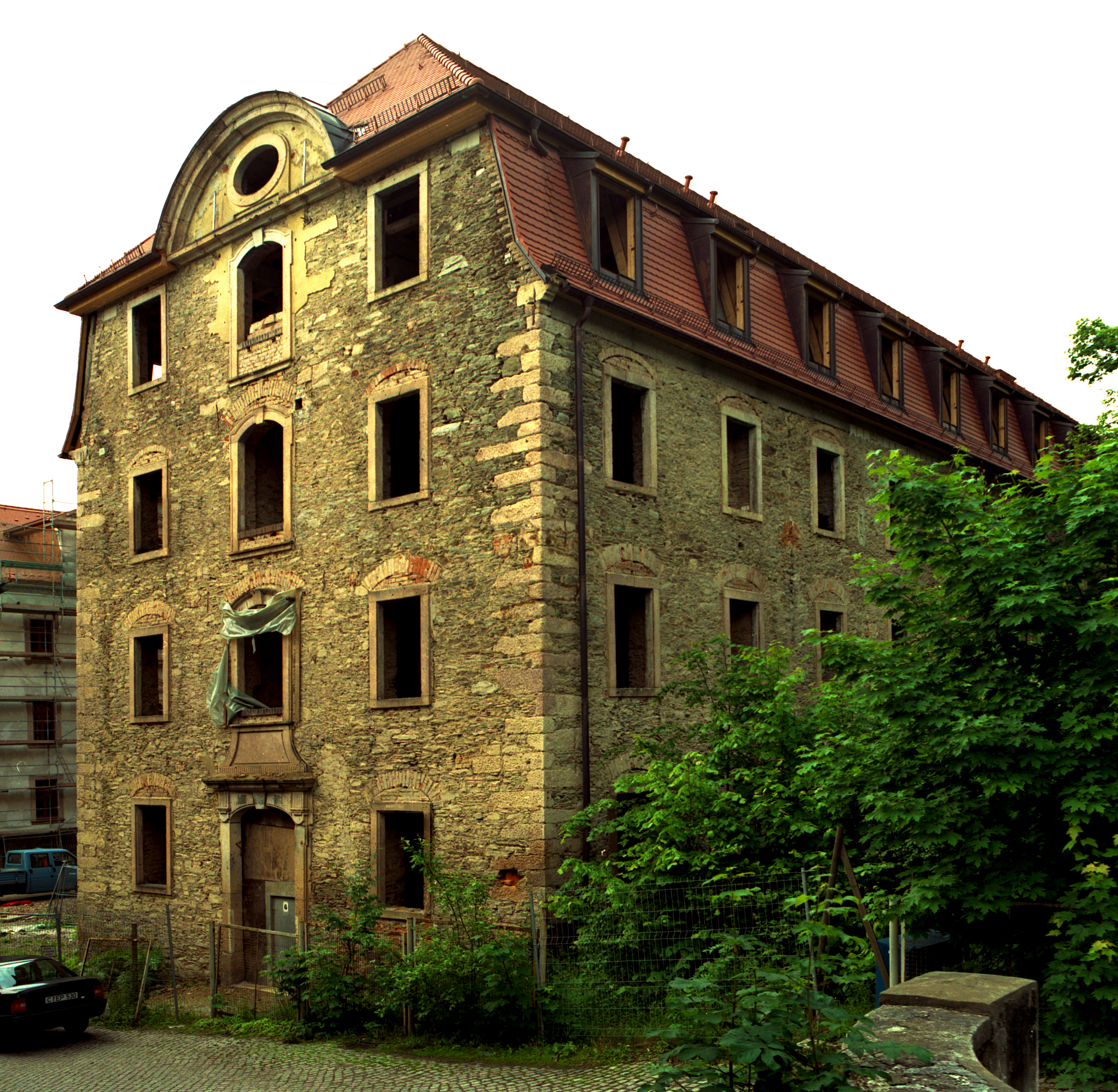
Bernhardsche Spinnmühle in Harthau während ihrer Sanierung

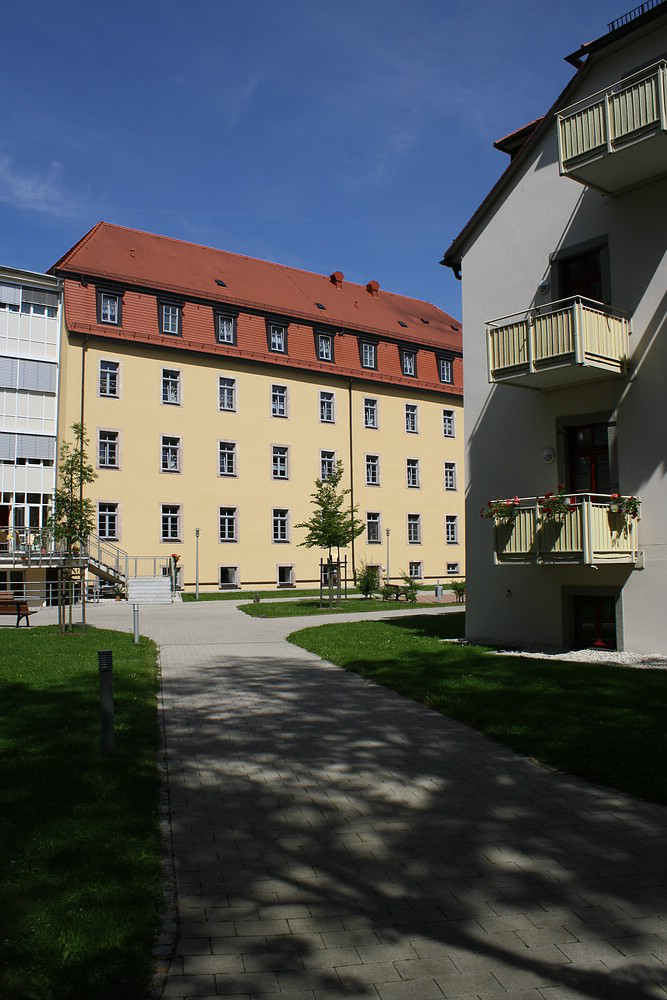
Das Gründungsgebäude der Bernhardschen Spinnerei heute
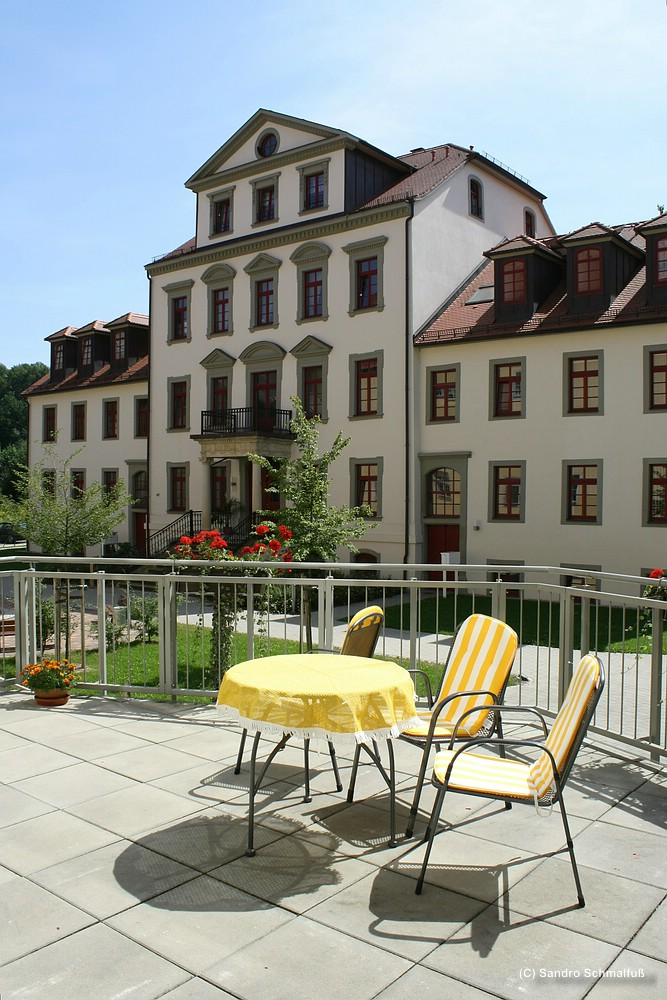
Blick zum Bernhardschen Herrenhaus 2009
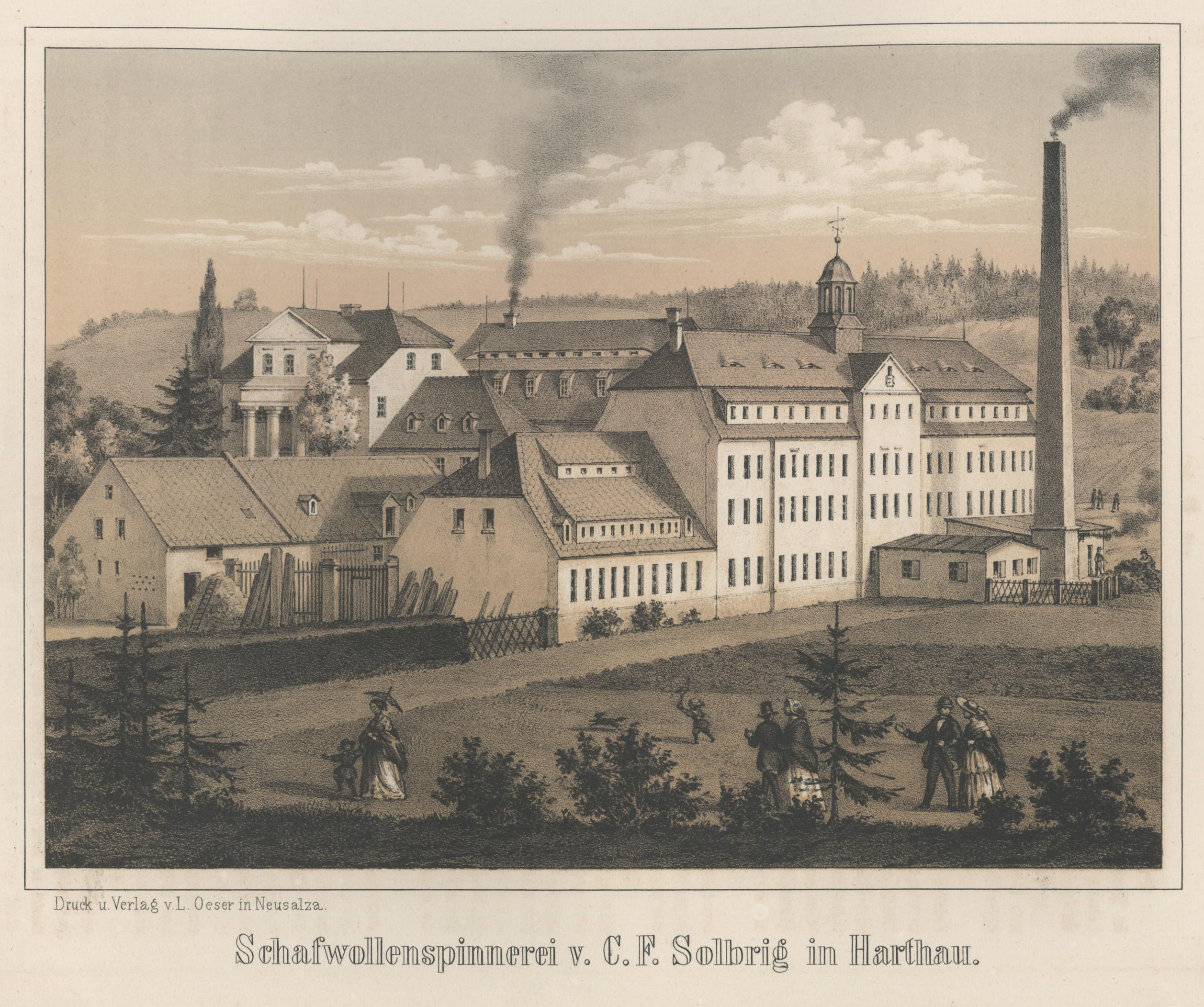
1856 als Schafwollenspinnerei von C. F. Solbrig
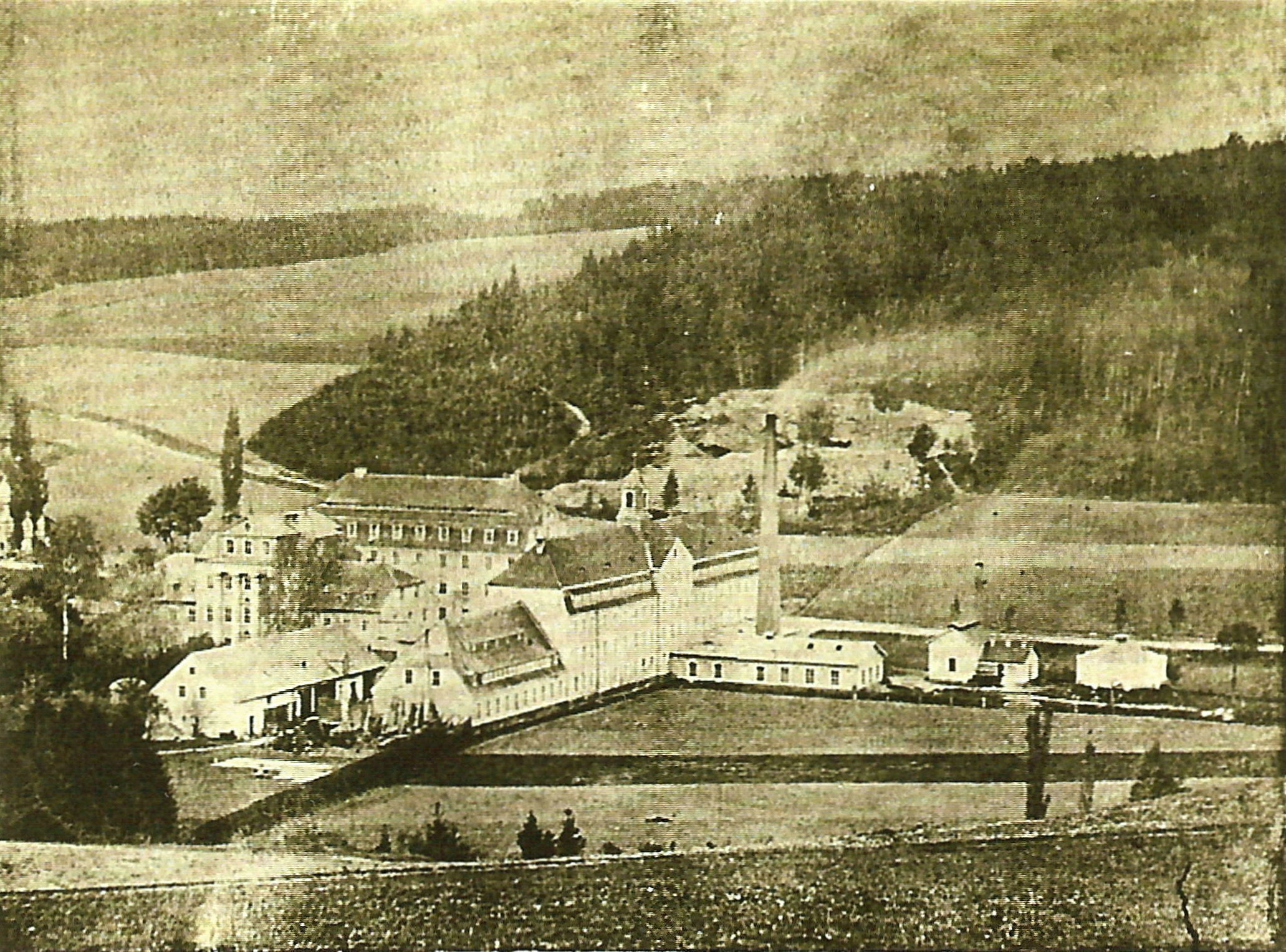
Das Werk unter C. F. Solbrig im Jahr 1867
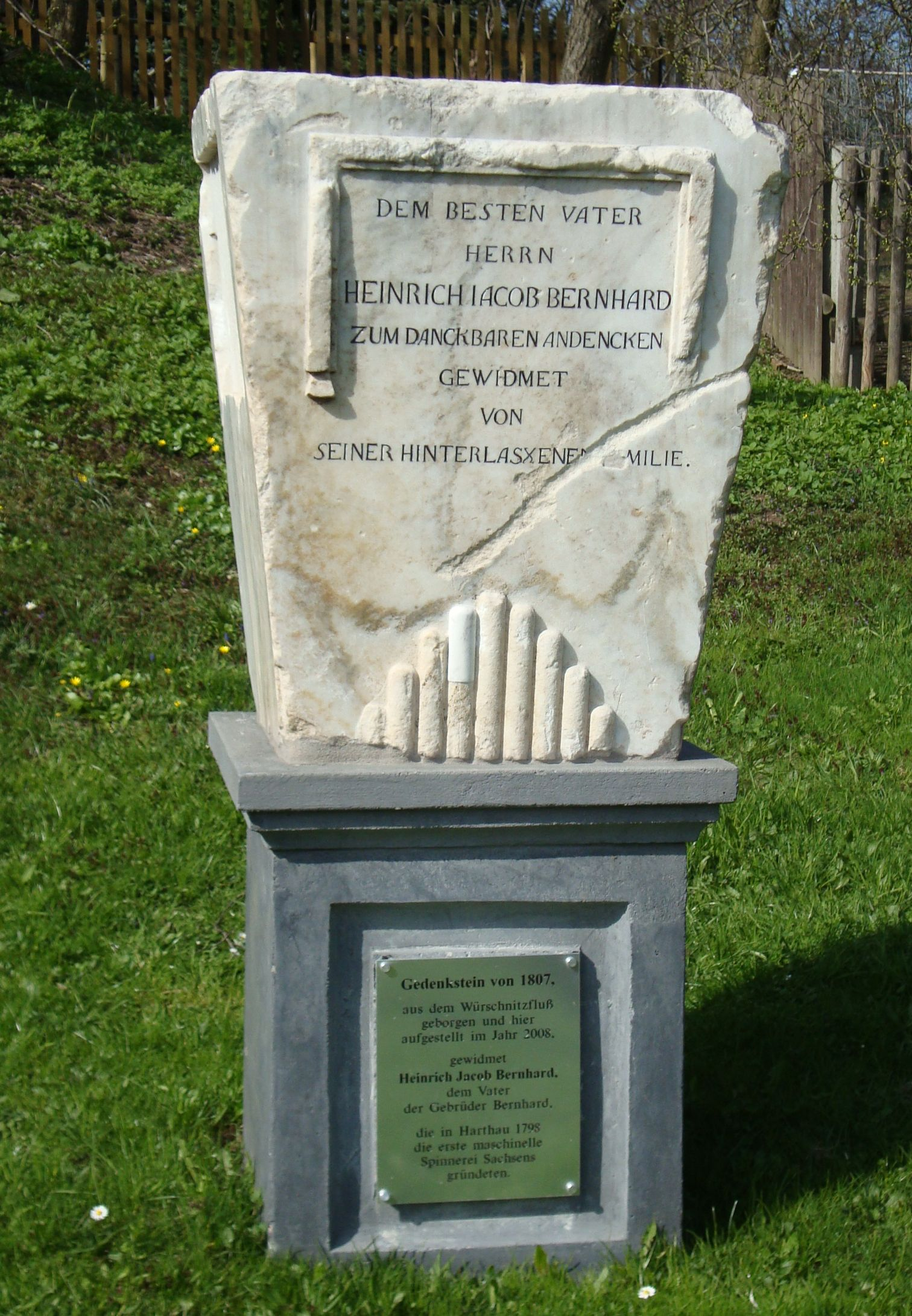
Gedenkstein von 1807 für Heinrich Jacob Bernhard

## Bergbau in Harthau
Bis Mittelbach und Harthau reichten Ausläufer des Lugau-Oelsnitzer Steinkohlenreviers.
Trotz seiner Lage am Nordrand des Erzgebirges war Harthau nie eine bedeutende Bergbaulokalität. Um 1422 begann man hier geringumfänglich Kupfer abzubauen. Im 18. und 19. Jahrhundert wurden Erkundungsbergwerke auf Kupfer, Silber und Steinkohle errichtet, was jedoch nicht zur Entdeckung bauwürdiger Lagerstätten und damit zur Einstellung der Bergbautätigkeit führte. Die erhaltenen Stollen wurden im Zweiten Weltkrieg zu Luftschutzbunkern umfunktioniert.
Immerhin wurde bis etwa 1970 in einem Steinbruch „chlorithaltiger Hornblendeschiefer“ abgebaut, ein dem Amphibolit ähnliches, vermutlich aus einem „Diabas“ mit großen Plagioklas-Leisten (ophitisches oder porphyrisches Gefüge) hervorgegangenes metamorphes Gestein. Dieses dunkelgraugrüne Gestein mit weißen, gelblichen oder rötlichen Flecken (Chloritschiefer von Harthau oder Harthauer Grünstein) findet man an mehreren repräsentativen Gebäuden im Chemnitzer Raum, beispielsweise im Sockel der Lutherkirche von Harthau.

## Sehenswertes

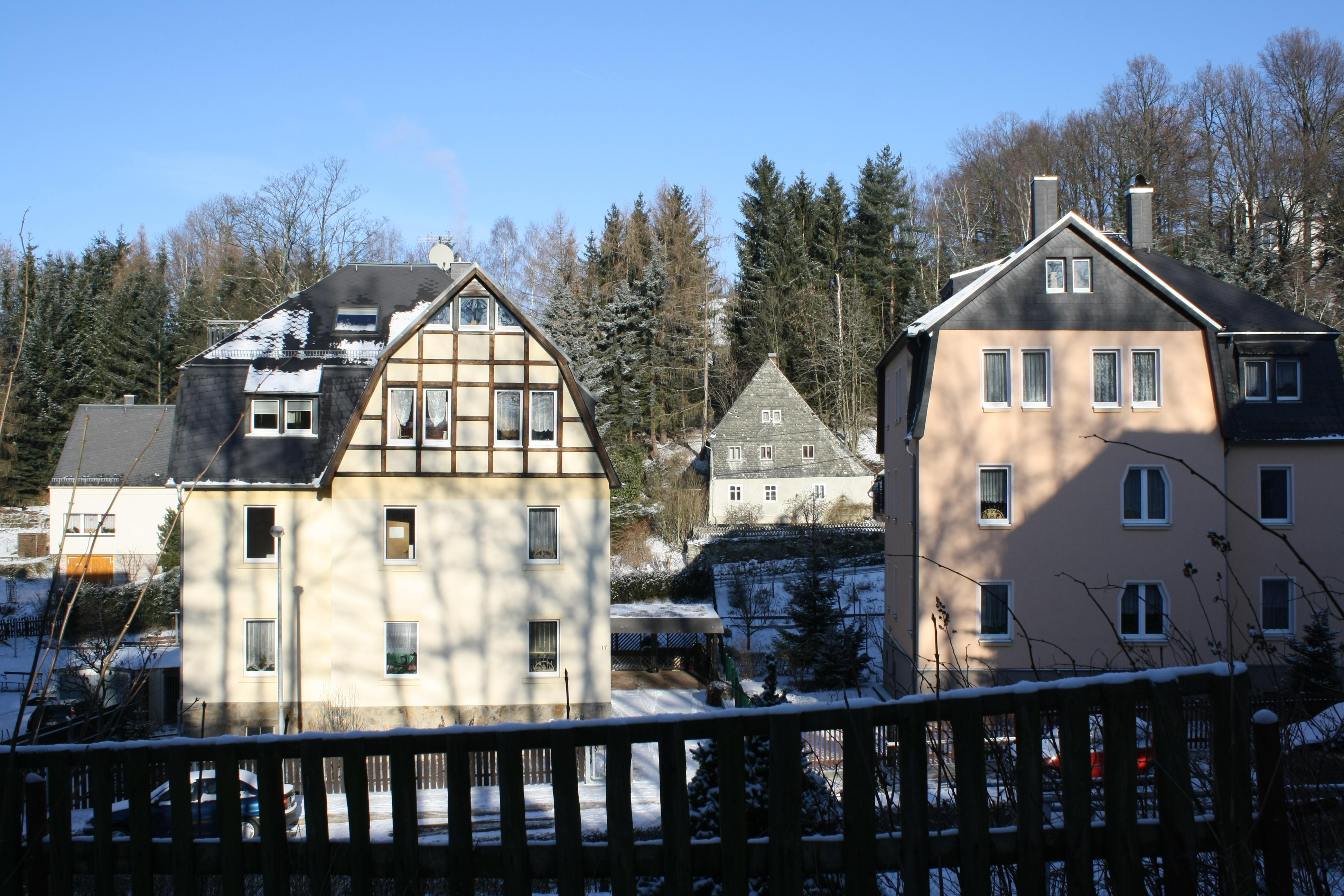
Winterlicher Blick zum Schindler-Ehregott-Haus

Harthaus rege industrielle Vergangenheit brachte ein umfangreiches Baugeschehen mit sich. Im Ort finden sich noch heute, wenn auch meist in schlechtem Bauzustand, mehrere Baudenkmäler der Industriegeschichte, so zum Beispiel das Fabrikgebäude (1800) und das Herrenhaus (1804) der Bernhardschen Spinnerei, Sachsens erster Fabrik, außerdem der Fabrikkomplex (Ruine) der Kammgarnspinnerei Paul Schäfer & Co. (ab 1886), Oswald Schuberts Wattefabrik (1898) oder das Fabrikantenwohnhaus (1861) und die Gießereihalle (1872) von Chemnitz’ ältester erhaltener Eisengießerei, der Gießerei Richter. Weiter haben sich in Harthau mehrere sehenswerte Wohnhäuser und Villen des 19. und 20. Jahrhunderts erhalten, unter anderem das Schäfersche Villenanwesen (um 1885), die historischen Beamten- und Arbeiterwohnhäuser an der Klaffenbacher Straße gegenüber der Spinnerei, das schön sanierte ehemalige Harthauer Rathaus (1916), die Solbrigsche Fabrikschule an der Klaffenbacher Straße, Chemnitz letztes erhaltenes Fabrikschulgebäude von 1836, oder das ehemalige Johanneum (1926).

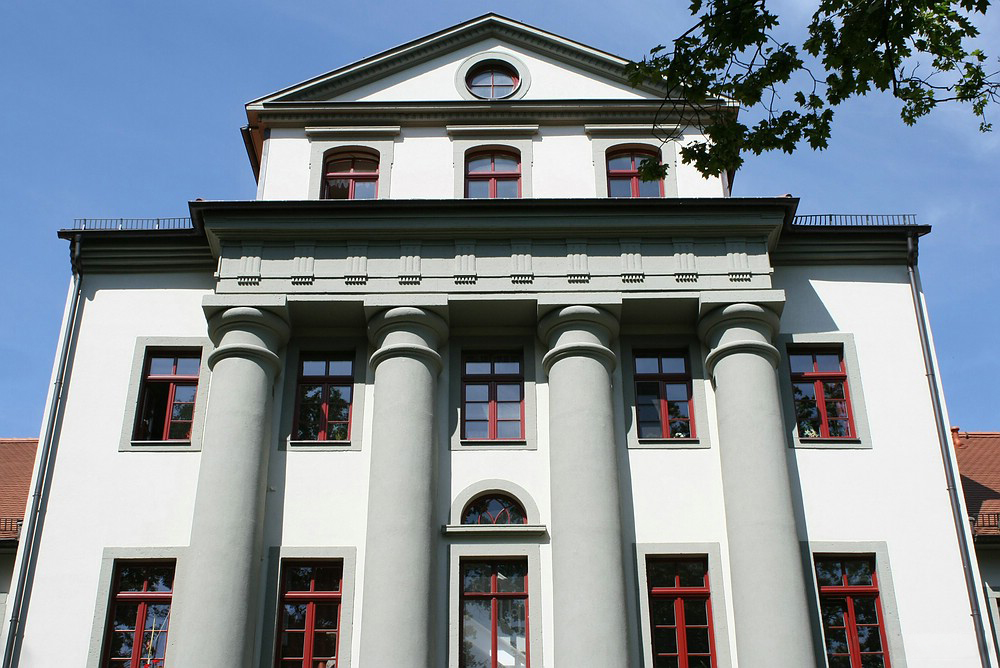
Parkansicht des Bernhardschen Herrenhauses

Der kleine Ort besitzt gleich zwei sehenswerte Kirchen. In der großen, 1906–1908 nach Entwurf des Leipziger Architekten Paul Lange errichteten Lutherkirche ist besonders der mit deutlichen Anklängen an den zeitgenössischen Jugendstil gestaltete Chorraum sehenswert. Die „Alte Kirche Harthau“, eine Bergkirche aus dem 17./18. Jahrhundert, besticht durch ihre schlichte Architektur und ihre reizvolle Lage. Auf deren Friedhof haben sich historische Erbbegräbnisse Harthauer Fabrikantendynastien erhalten, unter anderem auch die spätklassizistische Grabanlage des Chemnitzer „Wollkönigs“ Carl Friedrich Solbrig. Unterhalb der alten Kirche findet man mit dem ehemaligen Kirchschulgebäude (1861) und einem Biedermeier-Fachwerkhaus (1840) ein beschauliches historisches Bauensemble.
Eine nahezu unbekannte Chemnitzer Sehenswürdigkeit ist der historische Chloritschiefersteinbruch Harthau (erschlossen ab 1822) an der Annaberger Straße.
Um Harthau sind mehrere Wanderwege erschlossen. Sie bieten einen schönen Ausblick in das Würschnitztal und das Erzgebirge. Mit der Lindenhöhe (1931) und der 1913 vom Erzgebirgsverein errichteten Körnerhöhe kann man zudem zwei historische Aussichtspunkte entdecken.
In Harthau findet man nur noch wenige Restaurants. Das historische Ausflugslokal „Waldhaus“ im Ortsteil „Alte Harth“ ist geschlossen und verfällt.

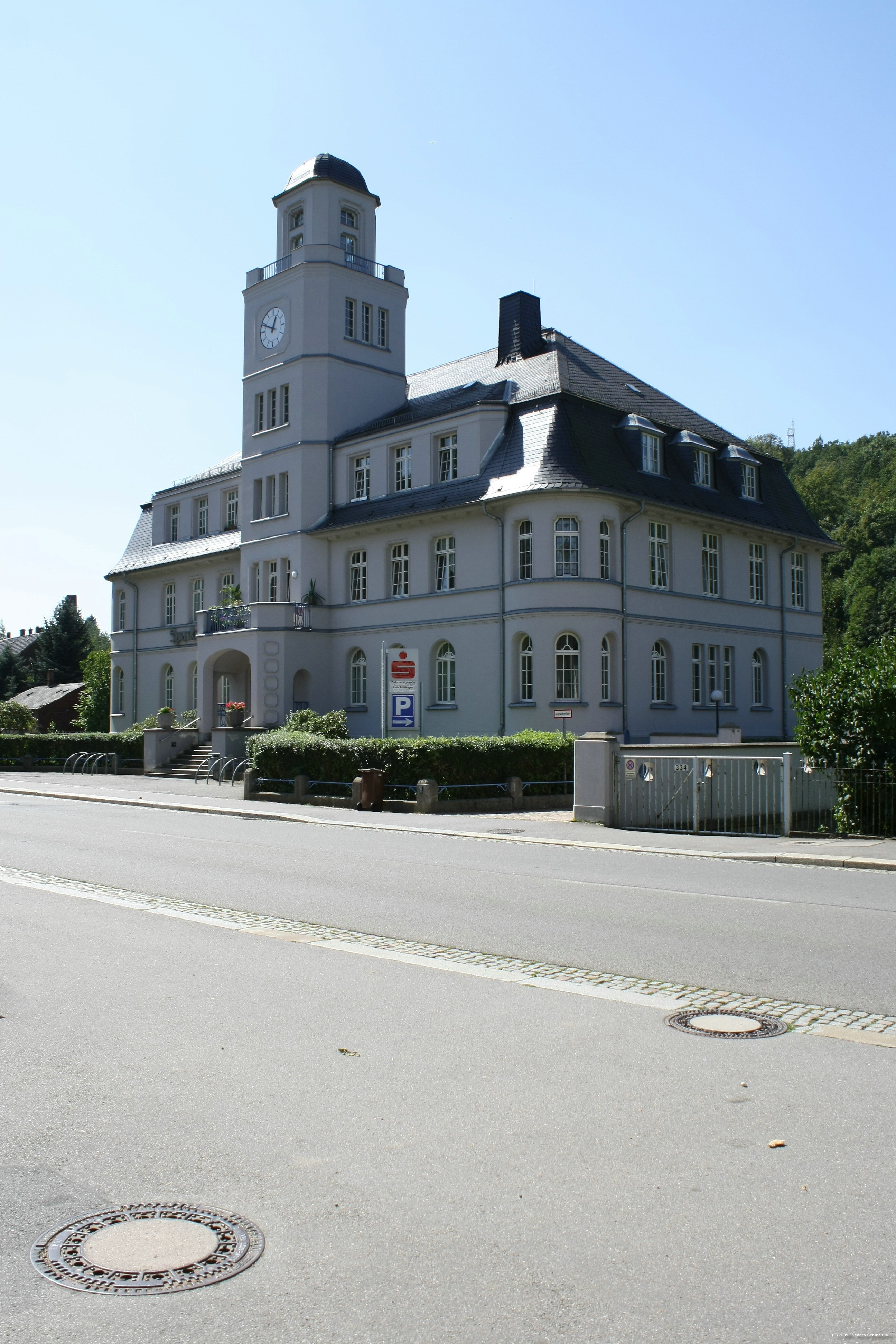
Das ehemalige Rathaus von Harthau
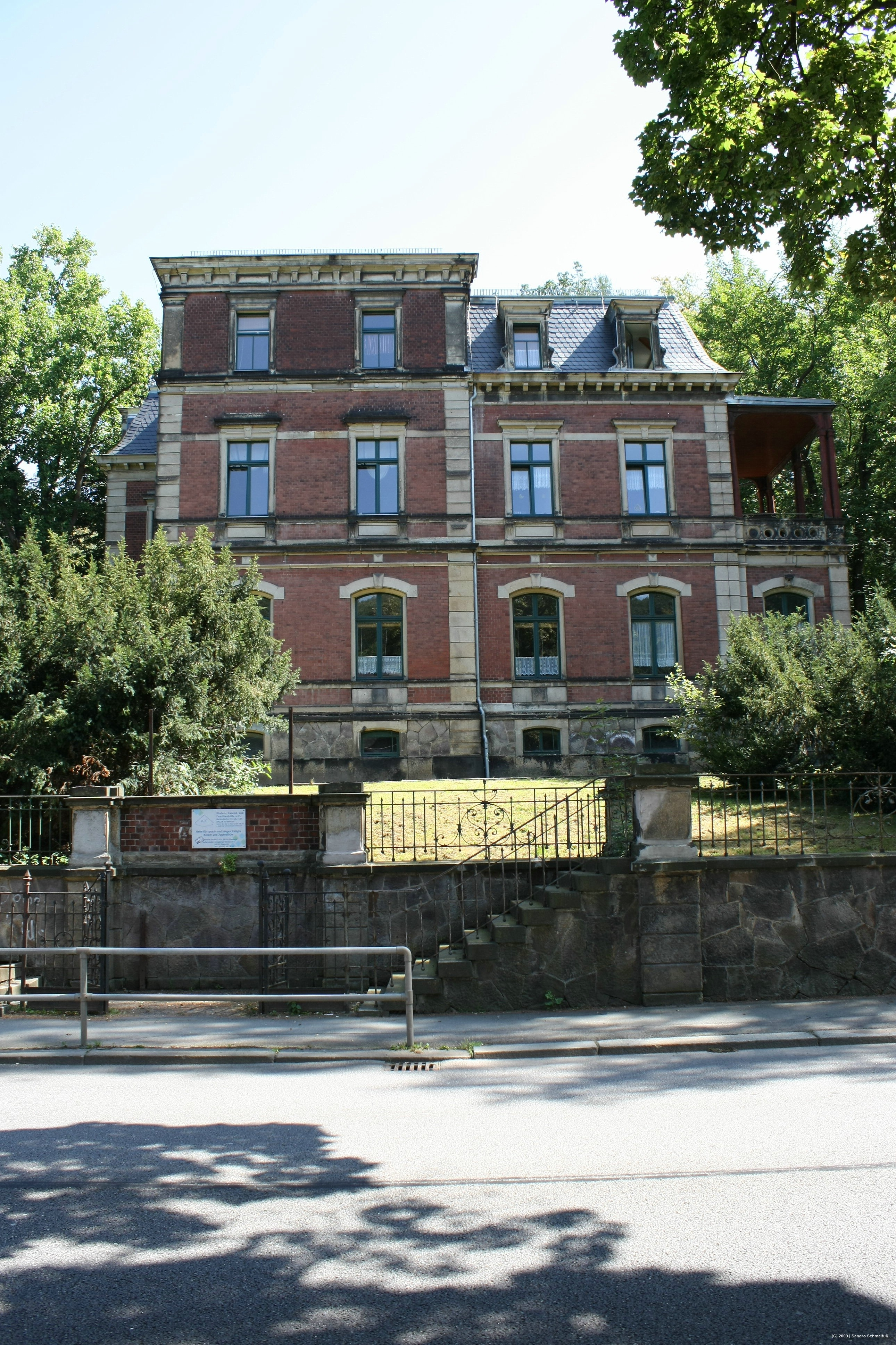
Villa Schäfer
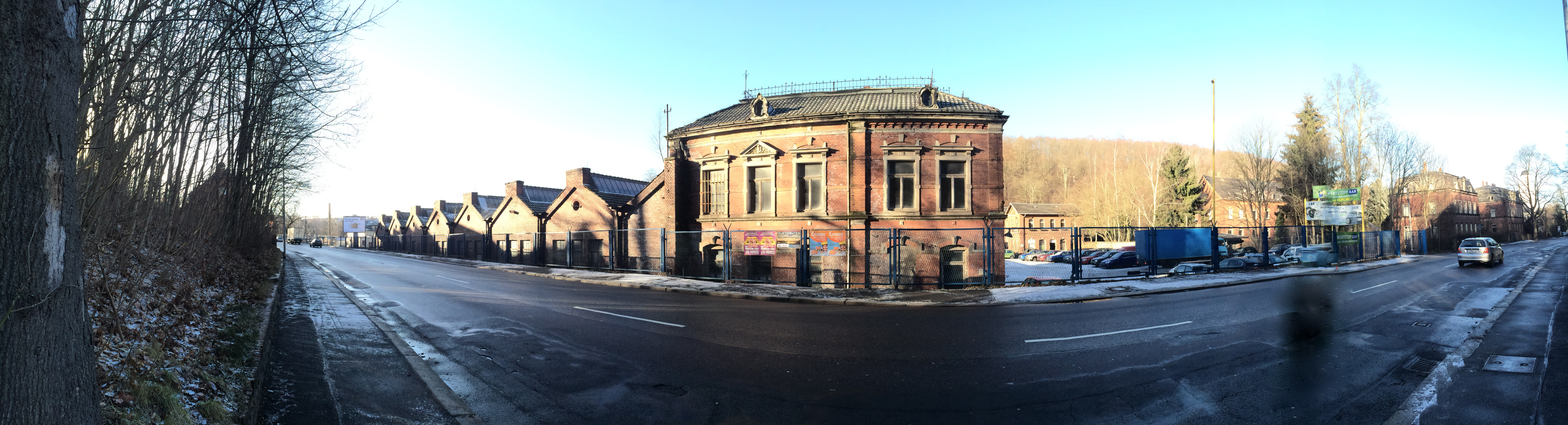
Ehemalige Schäfersche Spinnerei Harthau an der Annaberger Straße B95 Chemnitz/Harthau mit ihrem charakteristischen Giebel, jetzt Fahrzeughof Reifenservice Uhlig

## Sportvereine
Der Sportverein Chemnitz/Harthau e. V. ging 1990 aus der im Jahre 1946 als Vorortverein in Altchemnitz/Harthau gegründeten „BSG Fortschritt Süd“ hervor. Der Verein hat etwa 300 Mitglieder, die in den drei Abteilungen Handball, Volleyball und Freizeitsport regelmäßig Sport treiben.

## Veranstaltungen

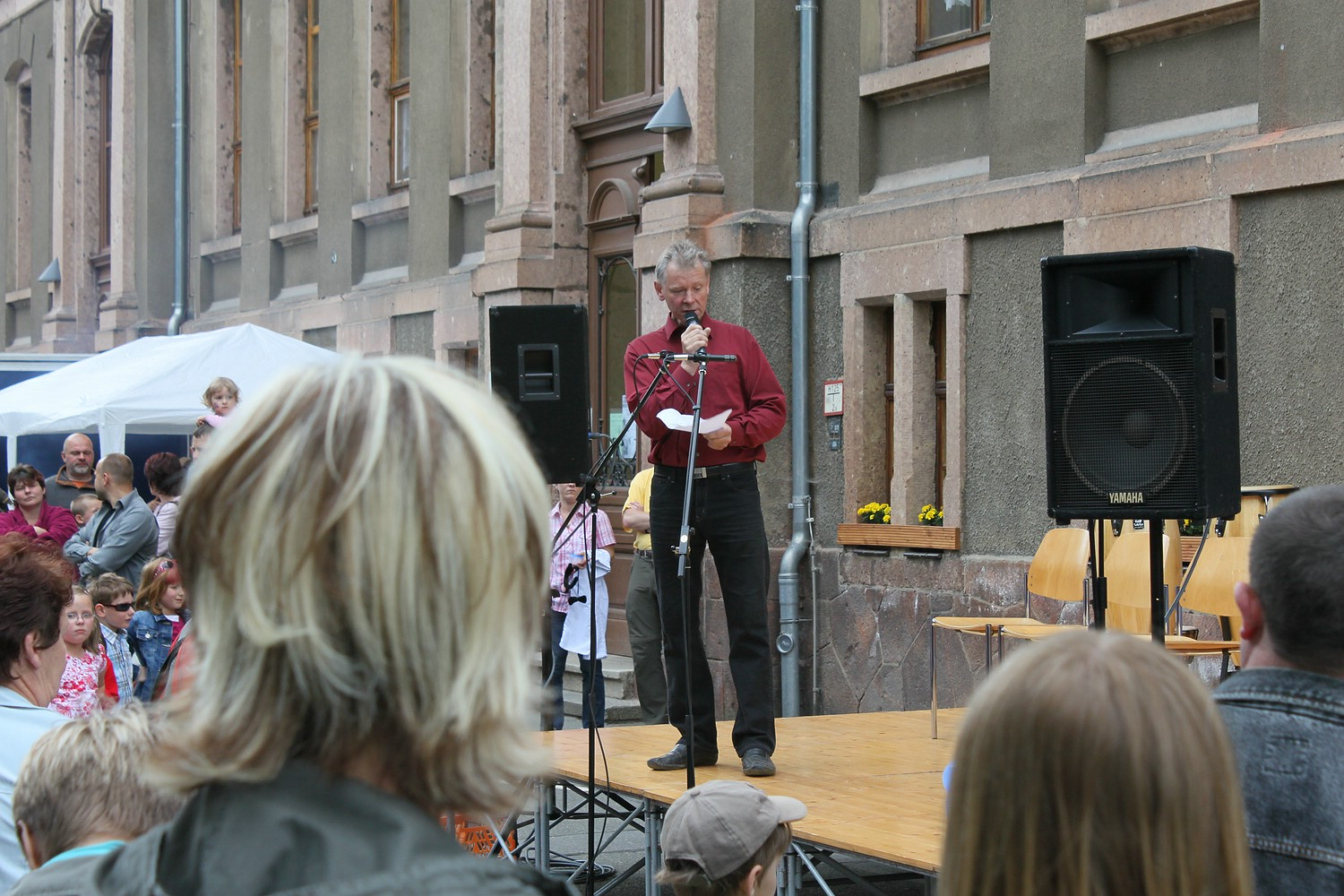
Bühne Schul- und Heimatfest Harthau

In Chemnitz-Harthau findet einmal jährlich, meist im Juni, das Schul- und Heimatfest statt. Neben einer Ausstellung der Heimatsammlung Harthau mit wechselnden Themen zur Geschichte des Ortes stellen eine Vorführung der Schnitztradition Harthaus sowie Aufführungen auf der Bühne vor der Grundschule Harthaus Programmpunkte des Schul- und Heimatfestes dar. Höhepunkt des Festes ist die Vorführung eines historischen Filmes über Harthau aus den 1920er Jahren.
Die „Alte Kirche Harthau“, nach der Restaurierung heute ein Veranstaltungszentrum, bietet über das Jahr hinweg verschiedene öffentliche Veranstaltungen, wie Konzerte, Lesungen und Filmvorführungen, an.
Zur Weihnachtszeit wird in der Lutherkirche Harthau das Krippenspiel aufgeführt.
Der Jugendtreff „Alte Wanne“ sowie die Kirchgemeinde Harthau bieten über das Jahr diverse Veranstaltungen für ihre jeweiligen Zielgruppen an.

## Verkehr
Im Jahre 1895 wurde die Eisenbahnlinie von Chemnitz nach Stollberg als neuer Teil der Würschnitztalbahn in Betrieb genommen, welche durch Harthau führt und hier den einzigen Eisenbahntunnel in Chemnitz durchquert. Die Strecke wird nach erfolgter Elektrifizierung seit dem 15. Dezember 2002 von Fahrzeugen der Chemnitzer Stadtbahn befahren, deren Eigentümer die City-Bahn Chemnitz ist. Seitdem hält die Bahn im Ortsgebiet neben dem bereits bestehenden Haltepunkt Chemnitz-Harthau auch an den Haltepunkten Chemnitz Riemenschneiderstraße und Chemnitz Friedrichstraße.

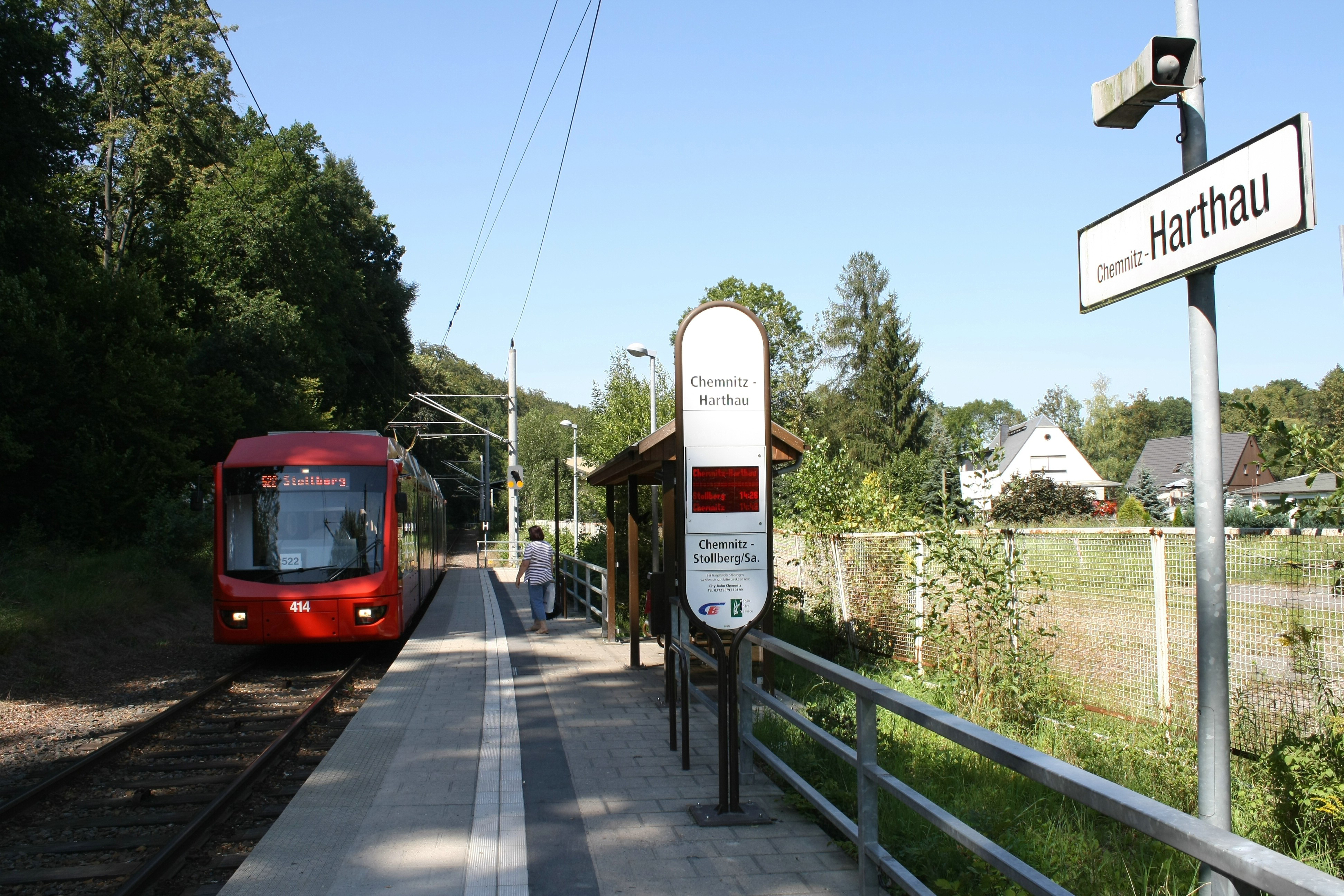
Haltepunkt der City-Bahn in Chemnitz-Harthau
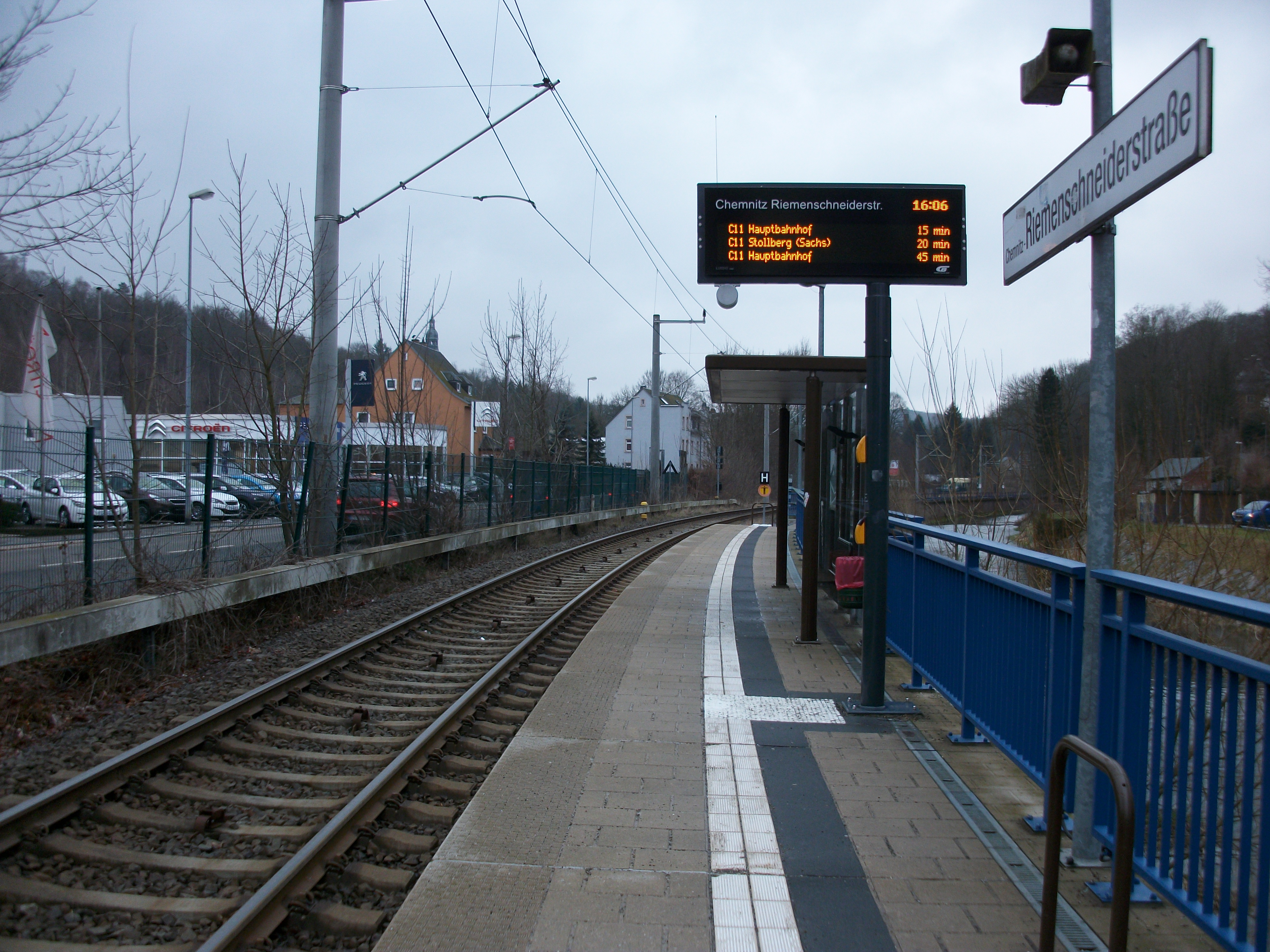
Haltepunkt Chemnitz-Riemenschneiderstraße (2016)
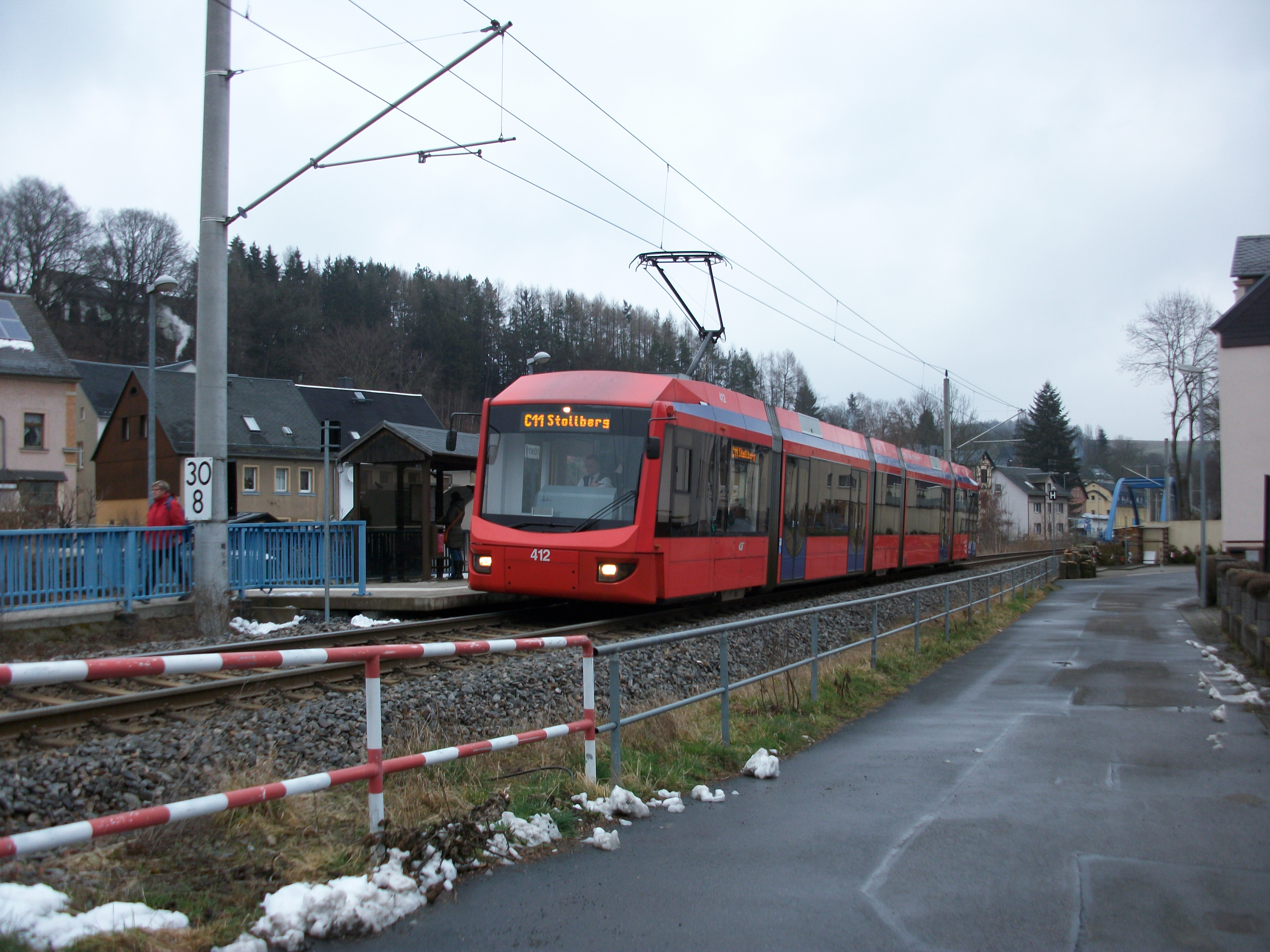
Haltepunkt Chemnitz-Friedrichstraße mit City-Bahn (2016)

## Persönlichkeiten
In Harthau wurden die beiden Maler Arthur und Constantin Feudel geboren. Beide wurden vor allem in den Niederlanden und in New York sowie in Italien und Dresden bekannt – in Chemnitz sind sie jedoch fast vergessen. Anlässlich ihrer 150. Geburtstage in den Jahren 2007 und 2010 wurden Arthur und Constantin Feudel in Harthau mit Ausstellungen gewürdigt.

Arthur Feudel
Arthur Feudel in späten Jahren
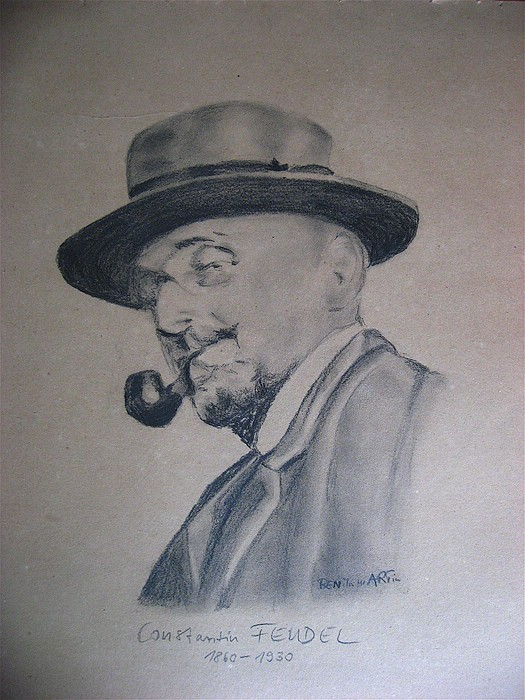
Constantin Feudel um 1920
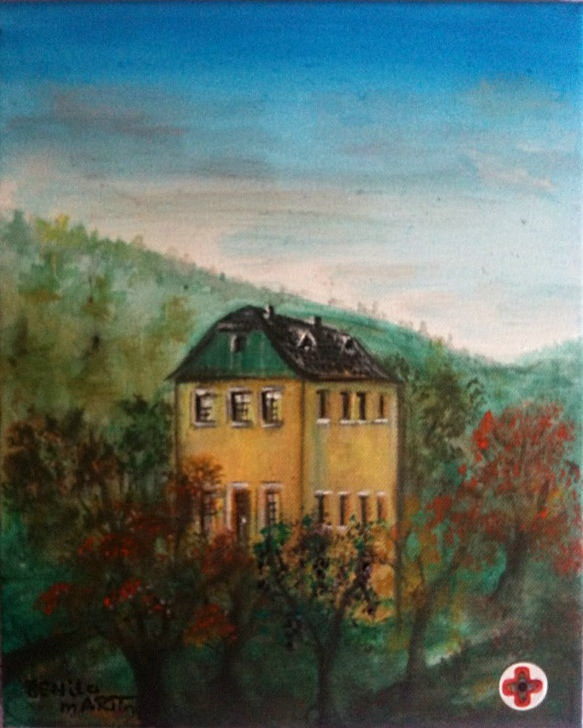
Das „Feudelhaus“, vormals „Hauptmannhaus“ in Harthau (nicht mehr vorhanden)

Ein ebenfalls bedeutender Sohn Harthaus ist der Schauspieler Dieter Franke, der am Deutschen Theater und in zahlreichen Film- und Fernsehrollen mit seinen komödiantisch gestalteten Figuren die Sympathien eines breiten Publikums gewann.